# Climeworks
Climeworks ist ein schweizerisches Unternehmen, das auf das Direct-Air-Capture-Verfahren spezialisiert ist. Das Unternehmen filtert Kohlenstoffdioxid (CO2) direkt aus der Umgebungsluft, dank einem Adsorptions-Desorptions-Prozess mit einem speziellen Filter-Material.

## Geschichte

### Technologie und Anlagen
Die Climeworks AG wurde im November 2009 als Spin-off der ETH Zürich von Christoph Gebald und Jan Wurzbacher gegründet. Die beiden deutschen Ingenieure waren Kommilitonen im Maschinenbau-Studium und hatten sich in ihrem Studium sowie bei der anschliessenden Promotion mit Technologien zur chemischen oder physikalischen Entfernung von CO2 aus der Umgebungsluft im Labormassstab befasst. Mit ihrer Firma wollten sie der Welt eine Technologie zur Verfügung stellen, «die das Potenzial hat, den Klimawandel umzukehren».

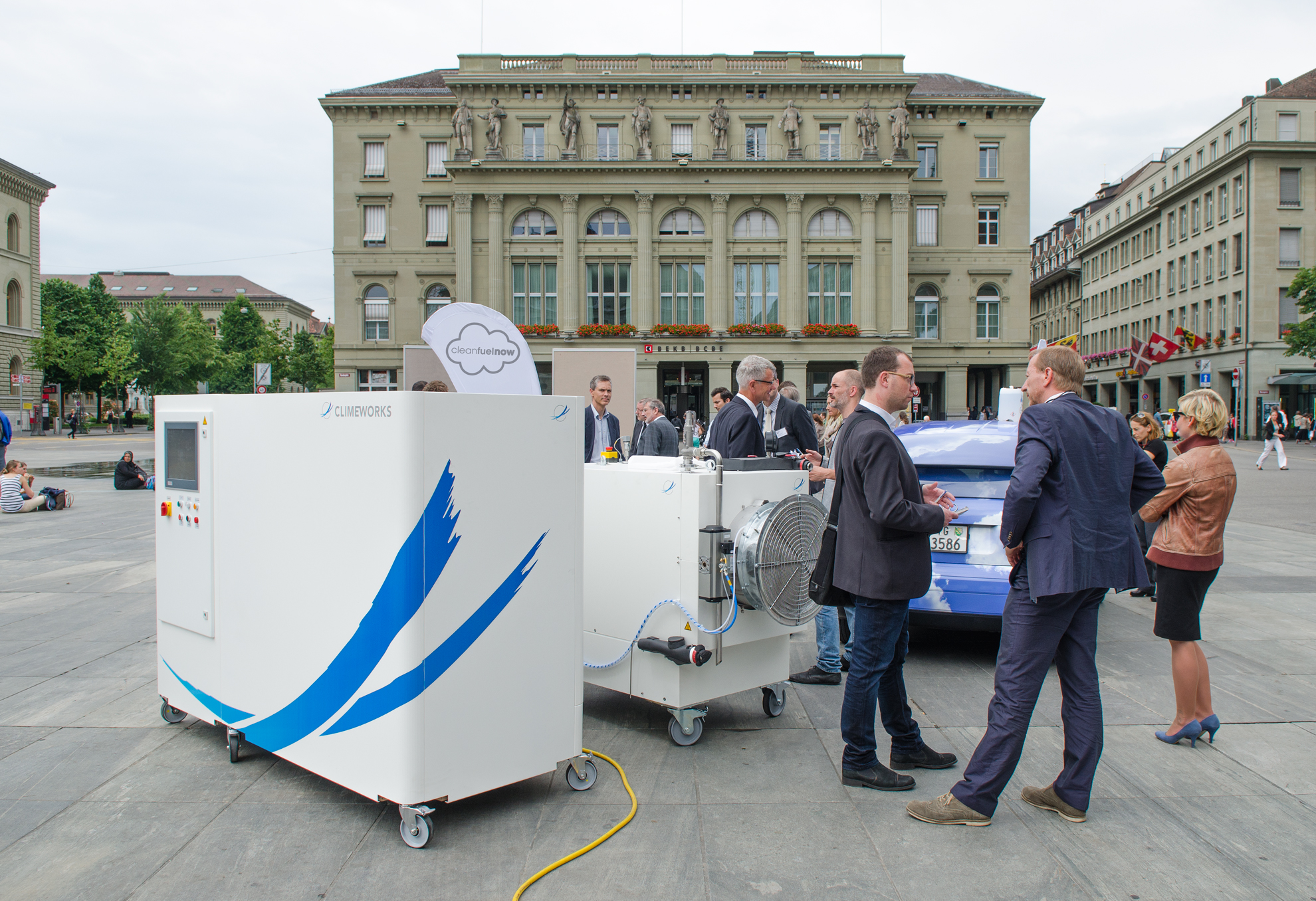
Demonstrationsanlage von Climeworks auf dem Bundesplatz in Bern, 2015

Nach der ersten Finanzierung folgte die rasche Skalierung zur Modultechnologie, die seit 2014 verfügbar ist. Im Mai 2017 eröffnete das Unternehmen in Hinwil das weltweit erste kommerzielle Projekt zur CO2-Filterung aus der Umgebungsluft. Es saugte dort mit Direct-Air-Capture-Modulen 900 Tonnen CO2 pro Jahr ab und lieferte das Gas einem Gewächshausbetreiber zur Verwendung als Dünger sowie Coca-Cola Schweiz, um das Valser-Wasser als weltweit «erstes Mineralwasser mit CO2 aus der Luft» zu verkaufen. Ende Oktober 2022 legte Climeworks die «Wundermaschine» in Hinwil aber still, um sich «auf das internationale Wachstum zu fokussieren».
Im Herbst 2021 ging die nach Angaben des Unternehmens «weltweit grösste Anlage zur CO2-Speicherung» in Island in Betrieb, gemäss der isländischen Premierministerin Katrin Jakobsdóttir ein «Meilenstein im Kampf gegen den Klimawandel». Island eignet sich wie nur wenige andere Standorte für dieses Verfahren: Einerseits braucht es viel Strom, der hier klimaneutral aus einem Geothermiekraftwerk zur Verfügung steht, anderseits setzt es besondere Gesteinsschichten voraus, in die sich das CO2 zur Endlagerung bis zu 1000 Meter tief pumpen lässt. Orca soll bei Vollauslastung im Jahr 4000 Tonnen CO2 aus der Luft filtern, was den Emissionen von 870 Autos entspricht. Allerdings führten die harschen Wetterbedingungen in Island zu Problemen, weshalb die Anlage nachgerüstet werden musste. Im Mai 2024 nahm die zweite Anlage von Climeworks auf der Insel den Betrieb auf. Mammoth soll das Neunfache von Orca aus der Luft filtern, also beweisen, dass das Unternehmen dank der Skalierung seines Verfahrens bis zum Jahr 2030 Megatonnen und bis zum Jahr 2050 Gigatonnen an CO2 endlagern kann.
Als wichtigsten Markt sieht das Unternehmen 2024 die USA an. Dort ist Climeworks an drei Projekten in Louisiana, North Dakota und Kalifornien beteiligt, welche mit mehr als 600 Millionen Dollar durch das US-Energieministerium DOE gefördert werden. In Kalifornien arbeitet das Unternehmen mit dem Öl- und Erdgasförderer California Resources Corporation zusammen. Das Konkurrenzunternehmen von Climeworks, Carbon Engineering aus Kanada, wurde von einem texanischen Ölkonzern Occidental Petroleum übernommen. Die Unternehmen nehmen damit Abstand von der ursprünglichen Idee, dazu beizutragen die Öl- und Gasförderung zu beenden – ohne deren Geld und Aufträge sei schnelles Wachstum undenkbar.

### Finanzierung
2011 erhielt Climeworks erstmals Kapital von Investoren, um einen modular aufgebauten Prototyp zu entwickeln. Von 2012 bis 2013 durchlief Climeworks den Accelerator der EIT Climate-KIC. Im Zuge der Unternehmensentwicklung gelang eine Partnerschaft mit dem Autohersteller Audi. Weitere Unterstützung erhielt Climeworks vom Bundesamt für Energie, das die beschleunigte Skalierung der Technologie ermöglichte.
Das Unternehmen gab im Juni 2020 bekannt, es habe 73 Mio. Franken von neuen Privatinvestoren und Family Offices aus dem deutschsprachigen Raum erhalten, das bis dahin grösste Investment in die DAC-Technologie. Und es schloss die Finanzierungsrunde im September 2020 mit Investments von insgesamt 100 Mio. Franken ab. Im Frühling 2022 führte Climeworks die mit 600 Mio. Franken grösste Venture-Capital-Finanzierungsrunde der Schweiz durch. Zu den Geldgebern zählten Partners Group, GIC, Baillie Gifford, Carbon Removal Partners, Global Founders Capital, John Doerr, M&G, Swiss Re und BigPoint Holding. Dies machte Climeworks zu einem «Unicorn», also zu einem mit mehr als einer Milliarde bewerteten Jungunternehmen.
Die Firma erzielt Einnahmen, indem sie mit Grossunternehmen wie Microsoft, Swiss Re oder Boston Consulting Group Verträge zum Entfernen von CO2 schliesst und Privatpersonen die Möglichkeit bietet, für ihren CO2-Ausstoss zu bezahlen.

## Beurteilung
Climeworks fand mit seiner «gigantischen Maschine, die CO2 direkt aus der Luft saugt» von Anfang an weltweite Beachtung, von der Frankfurter Rundschau über das Wissenschaftsmagazin Science bis hin zur New York Times. Denn «die kleine Schweizer Firma, die glaubt, sie könne helfen, den Klimawandel aufzuhalten» versprach, bis 2025 ein Prozent der jährlichen globalen CO2-Emissionen aus der Luft zu entnehmen.
Die Kosten pro entnommene Tonne CO2 schätzte die Studie «The State of Carbon Dioxide Removal» auf 100 bis 300 Dollar. Eine Studie der ETH kam 2024 zum Schluss, dass es «im Jahr 2050 zwischen 230 und 540 Dollar kosten könnte, eine Tonne CO2 aus der Luft zu entfernen». Bei der Anlage von Climeworks in Island liegen die Kosten zwischen 1000 und 1300 Dollar. Kritiker wenden ein, dass der Ansatz im Vergleich zu CO2-Abscheidung und -Speicherung (CCS) ineffizient sei. CCS erlaube es schädlichen Emissionen bei der Produktion in den Unternehmen direkt abzusaugen und zu verpressen. Für den Ansatz von Climeworks müssten «Unmengen an Luft angesogen werden» – dies sei energieintensiv und kostspielig.
Gemäß einer Prognose der Boston Consulting Group wird der Markt, in dem Climewoks sich bewegt, von weniger als 10 Milliarden Dollar im Jahr 2024 auf bis zu 135 Milliarden Dollar im Jahr 2040 wachsen.

## Konzernstruktur
Der Unternehmenssitz ist in Zürich-Oerlikon. Die Climeworks AG unterhält ein Tochterunternehmen, die Climeworks Deutschland GmbH, mit Sitz in Köln.